# Golfpark Land van Thorn
Golfpark Land van Thorn is een 9‑holes golfbaan in het buitengebied van het Limburgse dorp Hunsel (gemeente Leudal). De baan werd in 2007 geopend en is ontworpen door golfarchitect Frank Pont. Sinds 1 januari 2025 maakt de accommodatie deel uit van de keten van de Hollandsche Golfbaan Exploitatiemaatschappij

## Geschiedenis
De aanleg begon in 2004 op voormalige landbouwgrond nabij het historische witte stadje Thorn. Pont gaf de baan een linksachtig karakter, met glooiende contouren, 27 strategisch geplaatste bunkers en verhoogde greens.
Op 9 december 2024 werd bekendgemaakt dat ondernemer Hans Schaap het park had overgenomen; per 1 januari 2025 werd het geïntegreerd in de Hollandsche Golfclub, die daarmee twaalf Nederlandse golfparken exploiteert.

## Baan
De 9‑holes parklandbaan telt in totaal 5.508 meter (gespeeld als 18 holes) en heeft een par van 72. Het terrein is licht geonduleerd en wordt doorkruist door beekjes en vijvers. Brede fairways worden afgewisseld met verhoogde greens en bunkers op zicht‑ en landingspunten.
Naast de hoofdbaan beschikt Golfpark Land van Thorn over een deels overdekte driving‑range, chipping‑ en putting‑greens en zes korte oefenholes.

## Toernooien
- Frank Pont Golf Trail (sinds 2016) — een stablefordcompetitie op drie banen van architect Frank Pont, waarvan de openingswedstrijd jaarlijks op Land van Thorn wordt gespeeld.[4]

## Bereikbaarheid
Het clubhuis bevindt zich aan Kallestraat 37a (postcode 6013 RM) op enkele minuten van afslag 41 (Kelpen‑Oler) van de A2. De dichtstbijzijnde bushalte ligt in het dorpscentrum van Hunsel op circa 1,5 kilometer.